# Doriath
Doriath es un lugar ficticio perteneciente al legendarium del escritor británico J. R. R. Tolkien, que aparece en sus novelas El Silmarillion y Los hijos de Húrin. Se trata del reino principal de los Elfos Sindar, regido por el rey Thingol de Beleriand.
Su nombre significa "Tierra del cerco" (Dor-Iâth), nombre referido a la Cintura de Melian, pero antes se había llamado Eglador. Es el reino de Thingol y Melian en los bosques de Neldoreth y Region, regido desde la ciudad de Menegroth junto al río Esgalduin. También llamado el Reino Escondido.

## Historia

### Fundación y esplendor del reino
Doriath fue fundado durante las Edades de los Árboles cuando Thingol regresó de su encantamiento por obra de Melian y juntos reunieron a los elfos que no viajaron a Aman y se convirtieron en sus reyes. Desde entonces Doriath fue el reino principal y más importante de Beleriand, pues desde ahí se gobernaba toda la región. El reino estuvo conformado por elfos sindar y cuando los noldor regresaron de Aman, estos formaron sus propios reinos al norte de Beleriand (y algunos dentro de la misma, como Nargothrond).
El reino de Doriath prosperó hasta un nivel tal que los elfos de ese reino fueron conocidos como los Elfos Grises (Sindar en sindarin) que no habiendo vislumbrado la luz de los Dos Árboles ni aprendido de la sabiduría de los Valar, tampoco se los contaba entre los Elfos Oscuros, pues prosperaron gracias a que Thingol sí la había visto y a que Melian era del pueblo de los Maiar.
Doriath se encontró protegida por la Cintura de Melian desde que sucedió la primera de las batallas de Beleriand, cuando los orcos atacaron Beleriand y estuvieron a punto de ganar.
La hija de Thingol y Melian, Lúthien, considerada la criatura más bella que la Tierra Media haya tenido jamás, se enamoró de un hombre (Beren) en el bosque de Neldoreth en Doriath, y después de recuperar un Silmaril a petición de Thingol, este los dejó desposarse. Beren y Lúthien tuvieron un hijo, Dior.

### La Ruina de Doriath
En el año 502, Húrin llegó a Menegroth escoltado por los Elfos que vigilaban las fronteras occidentales del reino. Thingol le recibió con honores, pero Húrin no pudo ocultar su ira hacia el rey debido al mal y a la duda que Morgoth había sembrado en él. Húrin le echó las culpas por las desgracias que sus hijos habían tenido que sufrir y le arrojó al rey el Nauglamír como pago por sus cuidados. Entonces, antes de que Thingol actuara, Melian le advirtió de que había sentido como Húrin hablaba movido por la maldad de Morgoth y entonces Thingol lo perdonó y Húrin se arrepintió de lo que había hecho. Le entregó el Nauglamír a Thingol y acto seguido se marchó de Menegroth. 
Entonces a Thingol se le ocurrió engarzar el Silmaril de Fëanor al Nauglamír. En esa época, estaban en Doriath algunos Enanos de Nogrod y el rey les pidió que usaran sus habilidades artesanas para unir ambas joyas. Pero los Enanos quedaron asombrados por la belleza de las joyas y cuando acabaron su trabajo, en el año 505, lo reclamaron como propio, ya que el Nauglamír fue hecho por sus antepasados para Finrod y como este había muerto, la joya les pertenecía legítimamente y no a Thingol. El rey, movido por la codicia que despertaba el Silmaril, humilló a los Enanos y les arrebató las joyas, pero estos lo asesinaron y huyeron con ellas. 
Pero la noticia de la muerte del rey se extendió rápidamente por el reino y algunos Elfos salieron en busca de los Enanos. Les dieron muerte a todos, excepto a dos que lograron escapar, y recuperaron el Nauglamír y el Silmaril.
La pena de Melian por la pérdida de su marido hizo que cayera la Cintura y Doriath quedó desprotegida. La reina mandó a Mablung proteger el Silmaril y envió un mensajero a su hija Lúthien y a Beren para que los informaran de lo ocurrido. Entonces Melian volvió a Aman, a los Jardines de Lórien, donde anteriormente había morado, y ya no se la volvió a ver en la Tierra Media.
Los dos Enanos que lograron escapar de Doriath llegaron a Nogrod y mintieron a su señor sobre lo ocurrido en el Reino Escondido. Contaron que fue Thingol quien dio la orden de matar a sus compañeros y entonces el señor de Nogrod, lleno de ira, ordenó que prepararan un ejército para atacar Doriath.
Poco después los ejércitos de Nogrod atacaron Doriath. Se libró una batalla en Menegroth en la que Mablung murió y los Enanos se llevaron todos los tesoros de Doriath. En Sarn Athrad, Beren y Dior alcanzaron a los Enanos y los mataron y, aunque los tesoros de Doriath se hundieron en el río Ascar, consiguieron recuperar el Nauglamír y el Silmaril.

### Resurgimiento y destrucción
Dior se convirtió entonces en rey de Doriath, y cuando murieron Beren y Lúthien, el Silmaril que Beren había recuperado llegó a sus manos. Entonces los hijos de Fëanor exigieron que les fuera devuelto, y como Dior se negó, los hijos de Fëanor atacaron Doriath y provocaron su destrucción, causando también la Segunda matanza de hermanos . 
Después de esto Doriath quedó destruida y los elfos sobrevivientes huyeron a la bahía de Balar, junto con los sobrevivientes de Gondolin que también huían de Morgoth.
- Datos: Q641375